# 圣阿尼昂 (约讷省)
圣阿尼昂（法語：Saint-Agnan，法語發音：[sɛ̃.t‿aɲɑ̃]）是法国勃艮第-弗朗什-孔泰大区约讷省的一个市镇，属于桑斯区。

## 地理
圣阿尼昂（48°18'20"N, 3°3'4"E）面积13.22 平方千米，位于法国勃艮第-弗朗什-孔泰大區约讷省，该省份为法国中北部内陆省份，西接卢瓦雷省，西北接塞纳-马恩省，南至涅夫勒省，东临科多尔省，东北与奥布省接壤。
与圣阿尼昂接壤的市镇（或旧市镇、城区）包括：维勒布勒万、迪扬、肖蒙、居亚尔新城、维勒蒂耶里。

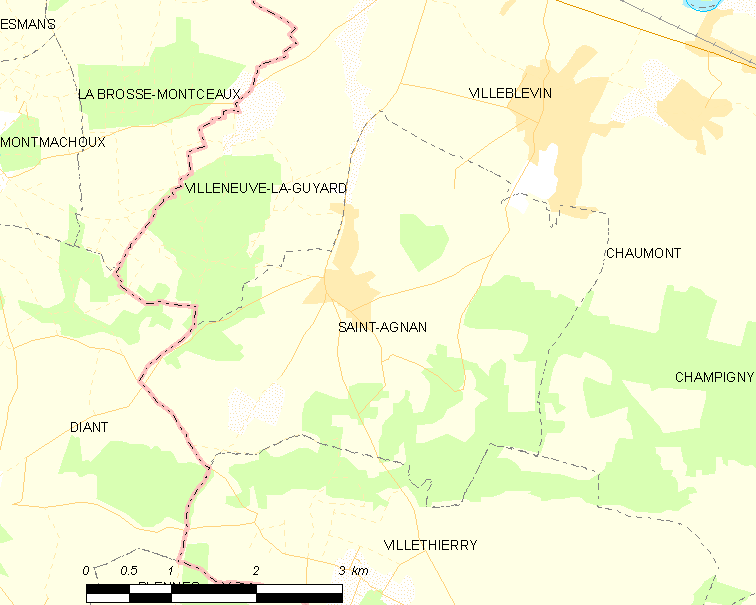
的OSM定位图

圣阿尼昂的时区为UTC+01:00、UTC+02:00（夏令时）。

## 行政
圣阿尼昂的邮政编码为89340，INSEE市镇编码为89332。

## 政治
圣阿尼昂所属的省级选区为勃艮第地区加蒂奈县。

## 人口

1962-2008年间人口变化图示

圣阿尼昂于2022年1月1日时的人口数量为934人。